# Détroit du Mississippi

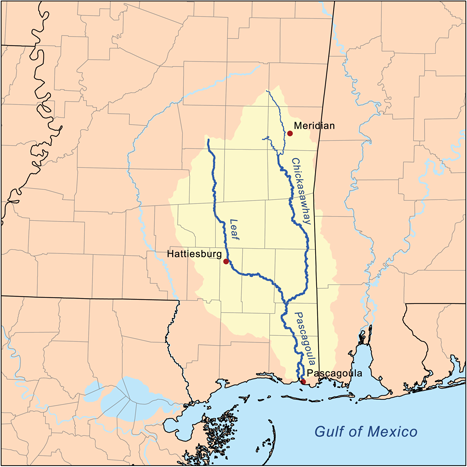
La Pascagoula se jette dans le détroit du Mississippi.

Le détroit du Mississippi est un détroit de la côte du Golfe, aux États-Unis.
Il s'étend d'est en ouest le long des côtes du sud des États du Mississippi (Waveland) et de l'Alabama (pont de Dauphin Island à Dauphin Island), soit une distance d'environ 145 kilomètres.
La Pascagoula se jette dans le détroit.